# Protocole GREC
Pour les articles homonymes, voir Rice.

Une illustration montrant les quatre étapes du protocole RICE : Se reposer (Rest), appliquer de la glace (Ice), comprimer la blessure (Compress) et lever le membre touché au-dessus du niveau du cœur (Elevate).

Le protocole RICE est un acronyme mnémonique formé de quatre éléments de traitement des traumatismes des tissus mous : repos (en anglais : Rest), glace (en anglais : Ice), compression (en anglais : Compression) et élévation (en anglais : Elevation),. En français, d'autres acronymes sont utilisés comme le protocole GREC (Glace, Repos, Élévation et Compression),, ou moins fréquemment le protocole RGCE.
Le protocole GREC est considéré comme un traitement de premiers secours plutôt qu'un remède contre les lésions des tissus mous. L'objectif est de gérer l'inconfort.

## Histoire
Ce mnémonique a été introduit par Gabe Mirkin en 1978. Il a depuis renoncé à son soutien au régime. En 2014, il a écrit : « Les entraîneurs ont utilisé mon protocole RICE pendant des décennies, mais il semble maintenant que la glace et le repos complet peuvent retarder la guérison, au lieu d'aider. Dans une étude récente, on a dit aux athlètes de faire des exercices si intensément qu'ils ont développé  de graves lésions musculaires qui ont causé des douleurs musculaires étendues. Bien que le refroidissement ait retardé le gonflement, il n'a pas accéléré la récupération de ces dégâts musculaires. ».
Il n'y a pas suffisamment de preuves pour déterminer l'efficacité du protocole GREC pour les entorses aiguës de la cheville. Les décisions de traitement pour les entorses de la cheville doivent être prises selon l'individu et reposent sur les avis des experts et des lignes directrices nationales. L'élément « glace » ou « refroidissement » du protocole GREC  et ses variations réduit le flux sanguin vers la zone blessée et retarde la guérison.

## Quatre termes primaires

### Repos
Le repos est un élément clé de la réparation du corps. Sans repos, une tension continue est exercée sur la zone touchée qui est blessée, entraînant une augmentation de l'inflammation, de la douleur et d'autres blessures possibles. Le repos est recommandé pendant les premières 24 à 48 heures après une blessure, mais après cela, des activités modifiées peuvent être recommencées. De plus, certaines blessures des tissus mous auront besoin de plus de temps à guérir sans repos. Il existe également un risque de réparation anormale ou d'inflammation chronique résultant d'un manque de repos. En général, la période de repos doit être suffisamment longue pour que le patient puisse utiliser le membre affecté avec la majorité des fonctions restaurées et la douleur essentiellement disparue.

### Glace
En 2015, le Dr Gabe Mirkin, M.D., le médecin qui a initialement inventé le terme R.I.C.E. dans son livre à 1978 « The sportsmedicine book », a éliminé sa recommandation pour la glace sauf dans les six premières heures après la blessure pour réduire la douleur, puisque depuis ce temps, il a été montré qu'elle réduit la guérison,. Il n'y a aucune preuve définitive que la glace est efficace ou inefficace. Mais les preuves montrent que la glace peut être utilisée comme complément à la rééducation thérapeutique dans la mesure où la glace aide à réduire la douleur localisée. Une combinaison de cryothérapie suivie d'exercice a donné le meilleur résultat en termes de gain de force. Dépasser le temps recommandé pour l'application de glace peut être néfaste, car il a été démontré qu'il retarde la guérison.
La glace réduit la réponse inflammatoire et la douleur associées à la chaleur générée par l'augmentation du flux sanguin et/ou la perte de sang. Une bonne méthode consiste à appliquer de la glace pendant 20 minutes de chaque heure. D'autres recommandations sont une alternance entre l'application de la glace et l'absence de la glace pendant 15 à 20 minutes chacune, pendant une période de 48 à 72 heures, puis d'appliquer de la chaleur si le gonflement a disparu. Il est recommandé de placer la glace ou la pochette chauffante dans une serviette ou un autre matériel isolant avant de l'enrouler autour de la zone affectée.

### Compression
La compression vise à réduire le gonflement œdémateux qui résulte du processus inflammatoire. Bien qu'un gonflement soit inévitable, un gonflement trop important entraîne une perte de fonction significative, une douleur excessive et un éventuel ralentissement du flux sanguin par restriction des vaisseaux[réf. nécessaire].

### Élévation
L'élévation vise à réduire le gonflement en augmentant le retour veineux du sang vers la circulation systémique. Cela se traduira par moins d'œdème qui réduit la douleur et/ou le gonflement.